# Per Elisa - Il caso Claps
Per Elisa - Il caso Claps è una miniserie televisiva italiana diretta da Marco Pontecorvo, incentrata sull'omicidio di Elisa Claps avvenuto nel 1993. Trasmessa in prima serata su Rai 1 dal 24 ottobre al 7 novembre 2023, è basata sul libro Sangue sull'altare di Tobias Jones e realizzata con la consulenza della famiglia Claps.
Il compenso dovuto alla famiglia per la fiction è stato interamente destinato alla realizzazione di un ambulatorio dedicato a Elisa a Goma, in Congo, onorando il desiderio della ragazza di diventare medico e partire per l'Africa.
Dal 25 luglio 2024, la miniserie è presente anche su Netflix.

## Trama
Elisa Claps è una sedicenne di Potenza che una mattina di domenica 12 settembre 1993, dopo aver salutato il fratello Gildo, esce di casa per recarsi nella chiesa della Santissima Trinità. Da quel momento nessuno avrà più sue notizie. I sospetti cadono subito su Danilo Restivo, un giovane ossessionato da lei. A causa di una gestione approssimativa del caso da parte delle istituzioni, Gildo e la sua famiglia rimangono soli ad intraprendere una lunga indagine, ostacolata da depistaggi e omertà, per ritrovare la ragazza e assicurare Danilo alla giustizia, ma incontreranno durante il loro percorso persone disposte ad aiutarli. Al caso Claps si collega la vicenda della britannica Heather Barnett, una donna single e madre di due adolescenti, che il 12 novembre 2002 viene trovata coperta di sangue e mutilata nella sua casa di Bournemouth, in Inghilterra. Nel 2010 verranno trovati i resti di Elisa nel sottotetto della chiesa in cui era stata vista viva per l'ultima volta diciassette anni prima. Danilo verrà condannato per entrambi gli omicidi.

## Episodi
| Stagione       | Episodi | Prima TV |
| -------------- | ------- | -------- |
| Stagione unica | 6       | 2023     |

## Personaggi e interpreti

### Personaggi principali
- Gildo Claps, interpretato da Gianmarco Saurino. È il fratello maggiore di Elisa e protagonista della storia. Studente di giurisprudenza, intraprende indagini parallele a quelle degli inquirenti, essendo insoddisfatto del loro lavoro.
- Filomena Claps, interpretata da Anna Ferruzzo. È la madre di Elisa. Donna tenace, si batte con tutte le sue forze per scoprire la verità.
- Phil James, interpretato da Vincent Riotta. È il poliziotto inglese incaricato delle indagini sull'omicidio di Heather Barnett, che dopo la scomparsa di Elisa si convince che i due casi siano collegati.
- Luciano Claps, interpretato da Giacomo Giorgio. È il fratello di mezzo di Gildo e Elisa, che dopo aver terminato il servizio militare decide di entrare in polizia.
- Antonio Claps, interpretato da Vincenzo Ferrera. È il padre di Elisa. Non si dedica alle ricerche della figlia, poiché travolto dal dolore per la sua scomparsa, da cui non si riprenderà più.
- Danilo Restivo, interpretato da Giulio Della Monica. Antagonista della storia, un giovane emarginato per i suoi comportamenti stravaganti. È un conoscente di Elisa che la corteggia in maniera morbosa. Verrà riconosciuto come responsabile degli omicidi di Elisa e Heather Barnett.
- Felicia Genovese, interpretata da Bianca Nappi. È il pubblico ministero di Potenza a cui viene affidato il caso della scomparsa di Elisa.
- Elisa Claps, interpretata da Ludovica Ciaschetti. Sorella minore di Gildo e Luciano, è il personaggio su cui verte la storia. È infastidita dalle continue avances di Danilo ma, allo stesso tempo, prova compassione per lui. Il suo corpo verrà ritrovato solo diciassette anni dopo la sua scomparsa, nella stessa chiesa dove viene vista per l'ultima volta.
- Anna Restivo, interpretata da Marta Giovannozzi. È la sorella di Danilo.
- don Mimì Sabia, interpretato da Antonio Petrocelli. È il sacerdote della Chiesa della Santissima Trinità di Potenza, dove Elisa incontra Danilo il giorno della sua scomparsa. Personaggio misterioso, per la famiglia Claps è a conoscenza del destino della ragazza.
- don Marcello Cozzi, interpretato da Carlo De Ruggieri. È il sacerdote amico di Gildo e rappresentante dell'associazione Libera in Basilicata. Insieme fonderanno l'associazione "Penelope" a sostegno di parenti e amici degli scomparsi.
- Vito Eufemia, interpretato da Beniamino Marcone. È un ispettore della polizia di Potenza che aiuta Gildo nelle sue ricerche personali.
- Donato Pace, interpretato da Fulvio Pepe. È l'ispettore capo che decide di sospendere le indagini dopo tre mesi concludendo che Elisa si sia allontanata volontariamente.
- Irene Nardiello, interpretata da Rosa Diletta Rossi. È la fidanzata e in seguito moglie di Gildo. Con lui condivide, tra alti e bassi, ogni momento che riguarda la scomparsa di Elisa. La coppia avrà una figlia, Federica.
- Maurizio Restivo, interpretato da Francesco Acquaroli. È il padre di Danilo. Direttore della Biblioteca nazionale di Potenza, cerca sempre di coprire i guai causati dal figlio pur di non rovinare la reputazione della famiglia.

### Personaggi secondari
- Mario Marinelli, interpretato da Claudio Corinaldesi. È l'avvocato di Danilo.
- Rosa Volpe, interpretata da Giusy Frallonardo. È il PM della Procura di Salerno sollecitata da Gildo a occuparsi del caso.
- Fiamma Marsango, interpretata da Francesca Antonelli. È una donna italiana emigrata in Inghilterra e diventerà la moglie di Danilo.
- Maria Rosa Restivo, interpretata da Francesca Ventriglia. È la madre di Danilo.
- Heather Barnett, interpretata da Katie McGovern. È una donna britannica e madre single di due figli, che viene trovata in casa a terra ricoperta di sangue e mutilata.
- Kiren Petrakis, interpretata da Nila Prisco. È una poliziotta inglese che coadiuva le indagini su Danilo.
- Terry Marsh, interpretato da Lorenzo McGovern Zaini (minorenne) e Cristiano Scotto di Galletta (maggiorenne). È il figlio di Heather.
- Caitlin Marsh, interpretata da Mia McGovern Zaini. È la figlia di Heather.
- Eris Gega, interpretato da Jozef Gjura. È un ragazzo albanese che corteggiava Elisa e da lei rifiutato, perciò inizialmente sospettato, assieme a Danilo, di essere l'omicida.
- Cesare Di Tullio, interpretato da Francesco Terranegra. È il migliore amico di Gildo.
- Angelica Abbruzzese, interpretata da Annachiara Canario. È una delle due migliori amiche di Elisa.
- Eliana De Cillis, interpretata da Ilenia Ginefra. È una delle due migliori amiche di Elisa.
- Gianni Motta, interpretato da Michele Olita. È il fidanzato di Anna Restivo.
- Aldo, interpretato da Gianluca Vannucci. Un assistente parlamentare che solleciterà la politica per dare maggior risalto al caso.

## Produzione
La miniserie è prodotta da Fastfilm Srl e Cosmopolitan Pictures Limited in collaborazione con Rai Fiction e ITV Studios.

### Riprese
Le riprese sono state effettuate dal 17 gennaio al 13 aprile 2023 per una durata di undici settimane e si sono svolte prevalentemente a Potenza. Altre scene sono state girate nei Sassi di Matera, nel centro storico di Rionero in Vulture e nel comune di Nepi. La ricostruzione di Bournemouth è stata realizzata a Roma e sul litorale laziale.
Lo stesso Gildo Claps fa una comparsa nell'epilogo, dove deposita i fiori sulla tomba di Elisa.

## Promozione
La miniserie è stata presentata nel corso della conferenza stampa che si è svolta il 13 ottobre 2023, in presenza di Maria Pia Ammirati (direttrice di Rai Fiction), Maurizio Tini (produttore di Fastfilm Srl), Ben Donald (produttore di Cosmopolitan Pictures Limited), del regista Marco Pontecorvo, degli attori Gianmarco Saurino, Rosa Diletta Rossi, Giacomo Giorgio, Ludovica Ciaschetti, Anna Ferruzzo e Vincenzo Ferrera e di Gildo Claps.

## Colonna sonora
Composta da Matteo Buzzanca, è stata pubblicata su piattaforme digitali il 24 ottobre 2023. Il tema principale, Fiore bianco, è stato interpretato da Beatrice Giliberti. Del brano è presente anche una versione in inglese, Blood on the altar, cantata da Emma Morton.
1. Fiore Bianco 4:13
2. A Mother's Hope 3:57
3. Sadness In My Heart 3:09
4. Same Fate 1:44
5. The Casket 3:17
6. Anyone Can Help Me 2:44
7. Thousands of Torches 4:40
8. Incoherence 2:09
9. Only One Family 1:50
10. An Old Code 2:48
11. Elisa's Room 1:20
12. In the Mind of A Child 2:02
13. Blood On the Altar 4:13
14. Danilo's Dream 3:55
15. Father and Son 2:28
16. The Eye of the Pin 3:27
17. For Elisa 6:37

1. With Serenity 2:19
2. The Greatest Promise 2:47
3. In a Dark Cave 3:23
4. Pray On the Altar 2:47
5. In the Mind of a Bad Child 2:31
6. Searching 1:28
7. Two Tears 4:08
8. An Infinite Question 2:18
9. Left Alone 1:40
10. Many Questions 2:43
11. No Suspicious 2:05
12. Pile of Malice 1:49
13. The Rescue 1:41
14. No More Serenity 2:25
15. Sadness In One Breath 3:45
16. A Wound Inside 1:51
17. Requiem for Elisa 1:22

## Riconoscimenti
- 2024 – Nastro d'argento speciale a Marco Pontecorvo e Gianmarco Saurino[25]
- 2024 – Premio Guglielmo Biraghi a Giacomo Giorgio[25]